# 高雄市立國際游泳池

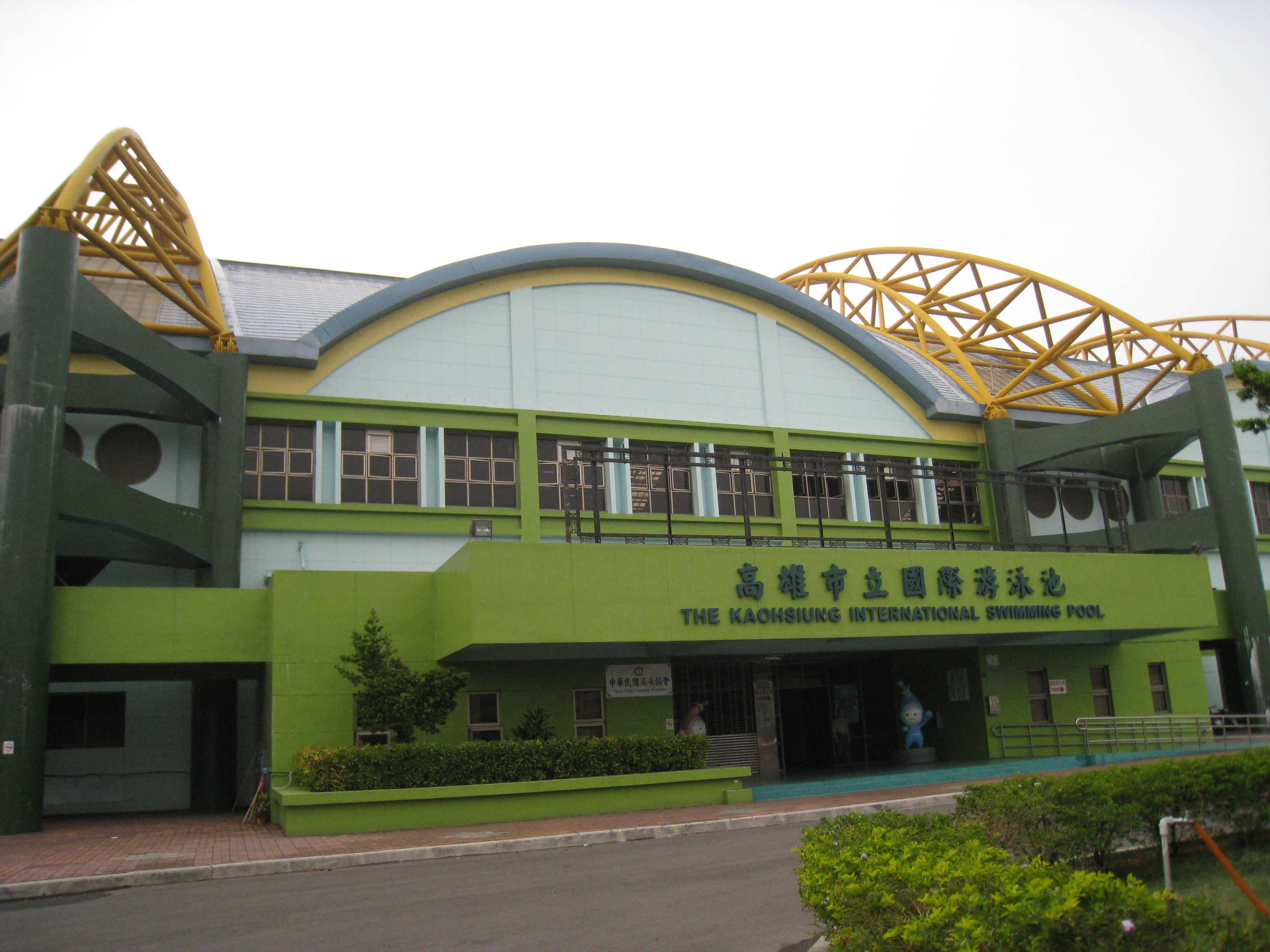
高雄市立國際游泳池

高雄市立國際游泳池，舊稱高雄市立國際標準游泳池，位於高雄市苓雅區中正一路94巷1號，鄰近中正運動場與高雄市苓雅運動中心，建成於1996年4月，觀眾容量3000人。該游泳池是舉辦游泳、跳水及水上芭蕾等賽事的地點。在2009年世界運動會時是蹼泳與水上救生兩項目的比賽地點。

## 交通
該游泳池靠近中正一路與高雄交流道的中正路出口，附近有高雄捷運技擊館站。

## 外部連結
- 場地介紹. 高雄市體育處.
- 照片. 高雄市體育處.